# Bledar Mançaku
Bledar Mançaku est un joueur de football albanais, né le 5 janvier 1982. Il évolue actuellement au KS Besa Kavajë. Son poste de prédilection est attaquant. Il porte le maillot n° 21.

## Clubs successifs
| Saison                    | Club            | Pays | Palmarès                             |
| ------------------------- | --------------- | ---- | ------------------------------------ |
| juillet 2001-juillet 2007 | KS Teuta Durrës |      | Coupe d'Albanie Supercoupe d'Albanie |
| août 2007-juin 2009       | KS Besa Kavajë  |      |                                      |

## Sélections
- 2002-2003 :  Albanie (2 sélections)